# Antonio Flores Jijón

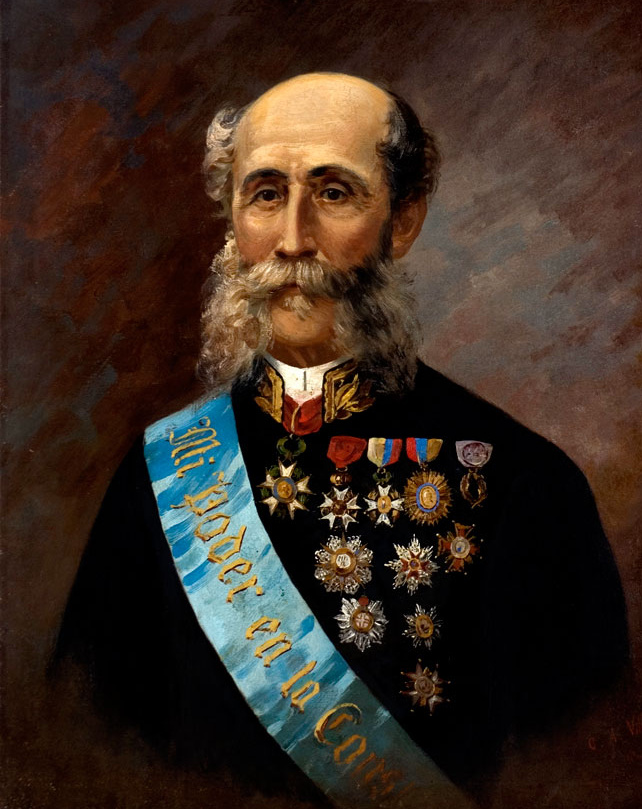
Antonio Flores Jijón

Antonio Flores Jijón (Quito, 23 oktober 1833 - Genève, 30 augustus 1915) was een Ecuadoraans politicus.
Antonio Flores Jijón was de zoon van generaal Juan José Flores, de eerste president van de onafhankelijke republiek Ecuador en Mercedes Jijón de Vivanco. Hij werd geboren tijdens het presidentschap van zijn vader (1830-1834) in het regeringspaleis te Quito.
Antonio Flores Jijón bekleedde diverse diplomatieke posten en was vanaf 1861 minister-resident van Ecuador in Frankrijk, Groot-Brittannië, Duitsland en Rome (Heilige Stoel). In 1888 bezocht hij als buitengewoon gezant en ambassadeur van Ecuador in Frankrijk en de Heilige Stoel diverse landen (onder andere in Europa en Noord-Amerika) en sloot een vriendschapsverdrag met Frankrijk.
Antonio Flores Jijón was lid van de Partido Progresista (Progressieve Partij), een gematigd liberale en rooms-katholieke partij. De PP wilde een brug slaan tussen het Katholicisme en het liberalisme en werd hiermee de derde ideologische kracht, naast het liberalisme en conservatisme. Op 17 augustus 1888 volgde hij Pedro José Cevallos Salvador op als president van Ecuador. Hij bleef president tot 1 juli 1895 en voerde een gematigd hervormingsbeleid, welke de Partido Liberal (Liberale Partij) niet ver genoeg vond gaan. Na de Ecuadoraanse Liberale Revolutie (1895) vertrok hij naar Europa en vestigde zich later in Genève, waar hij ook stierf.